# Муро Лукано
Муро Лукано (итал. Muro Lucano) је насеље у Италији у округу Потенца, региону Базиликата.
Према процени из 2011. у насељу је живело 3598 становника. Насеље се налази на надморској висини од 577 м.

## Становништво
Према резултатима пописа становништва 2011. у општини је живело 5.568 становника.
| 1931. | 1936. | 1951.  | 1961. | 1971. | 1981. | 1991. | 2001. | 2011. |
| ----- | ----- | ------ | ----- | ----- | ----- | ----- | ----- | ----- |
| 8.386 | 9.275 | 10.466 | 9.910 | 8.075 | 7.462 | 6.380 | 6.110 | 5.568 |

## Партнерски градови
- Вјетри ди Потенца
- Контурси Терме
- Барађано
- Сан Феле
- Карлсфелд